# (787) Moskva
(787) Moskva – planetoida z pasa głównego asteroid okrążająca Słońce w ciągu 4 lat i 17 dni w średniej odległości 2,54 au. Została odkryta 20 kwietnia 1914 roku w Obserwatorium Simejiz na górze Koszka na Półwyspie Krymskim przez Grigorija Nieujmina. Nazwa pochodzi od miasta Moskwa. Przed nadaniem nazwy planetoida nosiła oznaczenie tymczasowe (787) 1914 UQ.